# 風男塾物語
『風男塾物語』（ふだんじゅくものがたり）は、種村有菜による日本の少女漫画作品。『マーガレット』（集英社）2011年16号から2011年23号まで連載。全7話。単行本は愛蔵版コミックスとして、カラー扉や予告カットなどを収録し全1巻で刊行された。
第1話（虎次郎メインの回）と第4話（桃太郎メインの回）がS-ラジでVOMIC化され、単行本刊行に合わせて2012年2月15日から配信されている。登場している風男塾メンバーが自分の部分に声を当てているが、紫集院のみ卒業後のため声を当てていない。

## あらすじ
ここは中野風男子学園。スポーツ校で有名だが、なんと偏差値50!!そんな高校に廃部寸前の部活がある。「風男塾」と呼ばれる部活で、簡単に言えば「何でも屋」。そこで巻き起こる個性的な7人の部員達による騒動を描いたドタバタ学園コメディ。

## 登場人物
主役となるエピソード順に記載。
赤園 虎次郎（あかぞの こじろう）
声 - 赤園虎次郎
「風男塾」の部員で2年生。ファッション命で、オシャレが大好き。あだ名は「虎次」。
一見チャラく見えるが、実は情に厚く仲間思いな一面もある。
紫集院 曜介（しじゅういん ようすけ）
「風男塾」の部長で2年生。正義感が強く真面目だが、実はコスプレ好き。
同じ部活に所属している武器屋桃太郎とは幼馴染であり、同じく幼馴染である由梨萌子の事がずっと好きだった。
瀬斗 光黄（せと こうき）
声 - 瀬斗光黄
「風男塾」の部員で唯一の1年生。16歳。オカルト好き。
風男塾は「秘密結社」だと思い込んで入部。常に部活日誌を持ち歩き、何かあると記録している。時々さめたテンションで周囲にツッコミを入れる。
第3話には、娘と名乗る宇宙人（正確には未来から来た）の「神秘ちゃん」が登場する。
武器屋 桃太郎（ぶきや ももたろう）
声 - 武器屋桃太郎
「風男塾」の部員で2年生。曜介の幼馴染。「桃」と呼ばれることが多い。少しおっちょこちょいな性格。普段かけている眼鏡を外すとほとんど見えない。
アニメが大好きで、曜介や由梨萌子とコスプレイベントに参加することも。
青明寺 浦正（せいみょうじ うらまさ）
声 - 青明寺浦正
「風男塾」の部員で2年生。プロレスが大好きで、少し喧嘩っ早い性格。蓮次とは仲がよく、「URAREN」というチームを組む。
小学生の亜子しおりと、よく地元のドン・キホーテで会っている。
流原 蓮次（るはら れんじ）
声 - 流原蓮次
「風男塾」の部員で2年生。ゲーム・漫画が大好きで、少しナルシスト。関西弁で話す。頬に傷がある。
「1人の方が気が楽や」と一匹狼な所もあるが、結局仲間の元に戻ってくるなど、風男塾を大切にしている。
緑川 狂平（みどりかわ きょうへい）
声 - 緑川狂平
「風男塾」の部員で2年生。クールな性格だが、妖精・爬虫類が大好きな一面を持つ。
第4話ではほとんどのコマに登場し、「気づいたらそこにいる人」になっている。

## 書誌情報
愛蔵版コミックス（集英社）
風男塾物語 （2012年2月15日発売、ISBN 978-4-08-782426-1）